# Portugal al Festival de la Cançó d'Eurovisió Júnior
Portugal va ser un dels països que va debutar al Festival de la Cançó d'Eurovisió Júnior el 2006.
La millor posició del país ibèric va ser un 14è lloc el 2017, amb 54 punts. No obstant això, mentre el jurat va relegar la candidatura lusitana amb 9 punts, en la votació popular va ser desena amb 45 vots.
A pesar de la gran audiència que tenia el festival a l'emissora RTP, Portugal no hi va participar entre 2008 i 2016 després d'haver-ho fet el 2006 i 2007, ni va mostrar interès pel concurs després de la seva retirada. A més, a pesar que va confirmar el seu retorn per al festival de 2014, igual que Grècia, els dos països es van retirar abans del termini oficial. Finalment, el retorn es va produir el 2017.

## Història
Portugal ha enviat vuit inscripcions al concurs, la primera vegada que es va presentar el 2006. Portugal va quedar penúltim tant el 2006 com el 2007, i l'emissora portuguesa Rádio e Televisão de Portugal (RTP) es va retirar després del concurs de 2007, malgrat les altes xifres d'audiència. El 28 de juliol de 2014 es va anunciar que Portugal tornaria el 2014, però el 4 de setembre de 2014 es va anunciar que finalment no hi participarien. Portugal va tornar el 2017 i hi ha participat fins al 2019. Portugal va confirmar provisionalment la seva participació al concurs de 2020, però no va aparèixer a la llista definitiva de participants. Portugal va tornar el 2021 amb Simão Oliveira, que va quedar 11è, donant a Portugal el seu millor resultat fins aquell moment. Aquest assoliment es va superar el 2022, quan Portugal va quedar 8è amb Nicolas Alves i la cançó 'Anos 70', que també va ser la primera entrada cantada íntegrament en dialecte portuguès brasiler. L'any següent, la cantant portuguesa-nord-americana Júlia Machado va quedar 13a de 16 amb 75 punts, aconseguint el tercer millor resultat de Portugal a Eurovisió Júnior.

## Participacions
Llegenda
| Any                                   | Seu       | Artista          | Cançó                                  | Lloc | Punts |
| ------------------------------------- | --------- | ---------------- | -------------------------------------- | ---- | ----- |
| 2006                                  | Bucarest  | Pedro Madeira    | «Deixa-me sentir»                      | 14   | 22    |
| 2007                                  | Rotterdam | Jorge Leiria     | «Só quero é cantar»                    | 16   | 15    |
| No hi va participar entre 2008 i 2016 |           |                  |                                        |      |       |
| 2017                                  | Tbilisi   | Mariana Verâncio | «Youtuber»                             | 14   | 54    |
| 2018                                  | Minsk     | Rita Laranjeira  | «Gosto de Tudo (Ja Não Gosto de Nada)» | 18   | 42    |
| 2019                                  | Gliwice   | Joana Almeida    | «Vem Comigo»                           | 16   | 43    |
| No hi va participar el 2020           |           |                  |                                        |      |       |
| 2021                                  | París     | Simão Oliveira   | «O Rapaz»                              | 11   | 101   |
| 2022                                  | Erevan    | Nicolas Alves    | «Anos 70»                              | 8    | 121   |
| 2023                                  | Niça      | Júlia Machado    | «Where I Belong»                       | 13   | 75    |
| 2024                                  | Madrid    | Victòria Nicole  | «Esperança»                            | 2    | 213   |
| 2025                                  | Tbilisi   | Inês Gonçalves   |                                        |      |       |